# Ludvig I av Ungern
Ludvig I (Ludvig den store), född den 5 mars 1326, död den 10 september 1382 i Nagyszombat, var kung av Ungern från 1342, kung av Kroatien från 1342, och kung av Polen från 1370 till sin död.

## Biografi
Ludvig I var son till Karl I Robert och Elisabet Lokietek, polsk prinsessa, och gift med Elisabet av Bosnien 1353.
Under Ludvigs regering blev Ungern en europeisk stormakt, vars grund hade lagts av hans far, Karl I Robert, som föregick honom på tronen.
Ludvigs inrikespolitik karakteriserades av en strävan att balansera adelskapets och kyrkans makt, medan hans utrikespolitik i huvudsak utgjordes av krig mot Neapel, Bulgarien, Republiken Venedig (1345–1346, 1356–1358, 1378–1381) och Valakiet.
År 1347 drog Ludvig till Italien mot sin svägerska Johanna av Neapel för att hämnas mordet på brodern Andreas av Kalabrien. Han erövrade Neapel, men kunde inte behålla landet i varaktig besittning trots en ny expedition. Genom upprepade krig med Venedig öppnade Ludvig en väg för Ungern till Adriatiska havet. I Ungern engagerade sig Ludvig mycket i regeringsverksamheten, men i Polen var han en tämligen passiv regent.
Ludvig grundlade 1367 det första ungerska universitetet i Pécs.

## Barn
1. Maria av Ungern
2. Hedvig av Polen